# 回家以後 (鍾欣桐歌曲)
〈回家以後〉，是香港女子團體Twins成員鍾欣潼個人全新國語單曲，亦是首張國語專輯第三波主打歌。歌曲於2013年5月20日iTunes、KKBOX正式發行。 MV亦4月16日於音悅台、騰訊視頻、Youtube同步推出。MV更找來黃鴻升拍攝。 詞曲由吳克群包辦，是繼前年兩人合唱《全部都給你》第二次合作；由吳克群替阿嬌量身打造的情歌。

## 曲目
| 曲序 | 曲目                     |        | 作曲 | 编曲 | 备注        | 时长 |
| ---- | ------------------------ | ------ | ---- | ---- | ----------- | ---- |
| 1.   | 回家以後                 | 吳向飛 | 吳節 | 吳節 |             | 4:13 |
| 2.   | 回家以後 (KTV版)         |        |      |      | 伴奏        | 4:13 |
| 3.   | 回家以後「純音樂」       |        |      |      | 伴奏 纯音乐 | 4:13 |
| 4.   | 回家以後「阿嬌向你解說」 |        |      |      | 歌曲解说    | 0:46 |